# Ulugh Beg
Pour les articles homonymes, voir Ulugh Beg (homonymie).
Ulugh Beg (rarement Oulugh Beg), né Muhammad Tāraghay, est un prince, puis sultan, de la dynastie timouride, né le 22 mars 1394 à Sultaniya (Iran), mort le 27 octobre 1449  à Samarcande (aujourd'hui en Ouzbékistan). Astronome et mathématicien, il est principalement connu pour avoir créé et dirigé l'équipe des Tables sultaniennes, un catalogue astronomique qui a fait époque.

## Biographie

### Jeunesse
Le vrai nom d'Ulugh Beg est Muhammad Tāraghay. Il est le fils de Châhrokh et le petit-fils de Tamerlan ; Tāraghay (« L'alouette ») était le nom de son arrière-grand-père. Sa mère, Gauhar Schad Agha, d'origine noble, est connue pour son propre rôle politique. Il est le frère de Baysunghur et le demi-frère d'Ibrahim Sultan et de Muhammad Juki. Le nom d'« Ulugh Beg » sous lequel il est connu, même de son vivant, signifie « Grand Prince » ; il est porté par Tamerlan lui-même.
La nouvelle de sa naissance, le 22 mars, parvient à Tamerlan, qui vient de soumettre la ville de Mardin, le 16 avril. Le conquérant montre sa joie non seulement en épargnant la population, mais en l'exemptant d'un tribut,.
Dans les voyages qu'il fait dans sa jeunesse, Ulugh Beg visite probablement le site, en ruines, de l'observatoire d'Al-Tûsî à Maragha.
Il a dix ans en 1404 quand Tamerlan revient à Samarcande. On tient de grands banquets auxquels assistent l'ambassadeur de Chine et l'ambassadeur d'Espagne, Ruy Gonzáles de Clavijo. Les petits-fils sont chargés de recevoir les lettres de créance des ambassadeurs, de les porter à Tamerlan et de conduire vers lui les ambassadeurs. Tamerlan donne à cette occasion des épouses à cinq d'entre eux, dont Ulugh Beg, qui épouse Öge-Begüm (Öge-Biki). De plus Ulugh Beg est désigné pour gouverner Tachkent, Sayram, Yängi (maintenant Auliya-ata), Ashpara et la totalité du Mogholistan jusqu'à la frontière chinoise.

### Politique
Ulugh Beg règne « trente-huit ans comme représentant de son père, et deux ans et huit mois comme prince indépendant de Transoxiane et des pays au nord et au sud ». Son domaine s'étend sur ce qui est aujourd'hui l'Ouzbékistan, le Tadjikistan, le Turkménistan, le Kirghizistan, le sud du Kazakhstan et la plus grande partie de l'Afghanistan.
Il reçoit à seize ans de son père le pouvoir sur toute l'Asie centrale, sauf le Khorassan ; Ulugh Beg vivra à Samarcande et son père à Hérat. Mais tôt après, il donne tant de signes de maladresse en tentant de mater une rébellion que son père doit venir le tirer de son mauvais pas. Une grande victoire qu'il remporte contre des tribus ouzbèkes au début de sa trentaine est suivie d'une grande défaite.
Les passions d'Ulugh Beg, en dehors de la chasse et de la collection de livres, sont la science, particulièrement l'astronomie, et l'embellissement de sa ville. Il leur consacrera tout le temps qu'il pourra des 38 années de son gouvernorat ; ce sont les années où sera construit son observatoire et où seront compilées les Tables sultaniennes.
À la mort de son père, il devient sultan. Sa vie devient une suite de batailles. Il évince son neveu, 'Ala-ud-Daula, du trône qu'il a usurpé à Hérat et détruit la ville de fond en comble ; après moins de trois ans comme sultan, il est assassiné sur l'ordre de son propre fils, 'Abdul-Latif. « Océan de sagesse et de science », considéré comme un martyr après sa mort, il est enseveli « avec tous ses vêtements dans un sarcophage ».
Il s'était fait des inimitiés en donnant plus de poids à l'observation qu'au témoignage d'Aristote. Il avait fait scandale avec une fête, à l'occasion de la circoncision de son fils, où il y avait du vin. Des intégristes saisissent l'occasion de son assassinat pour raser l'observatoire.

## Contribution scientifique

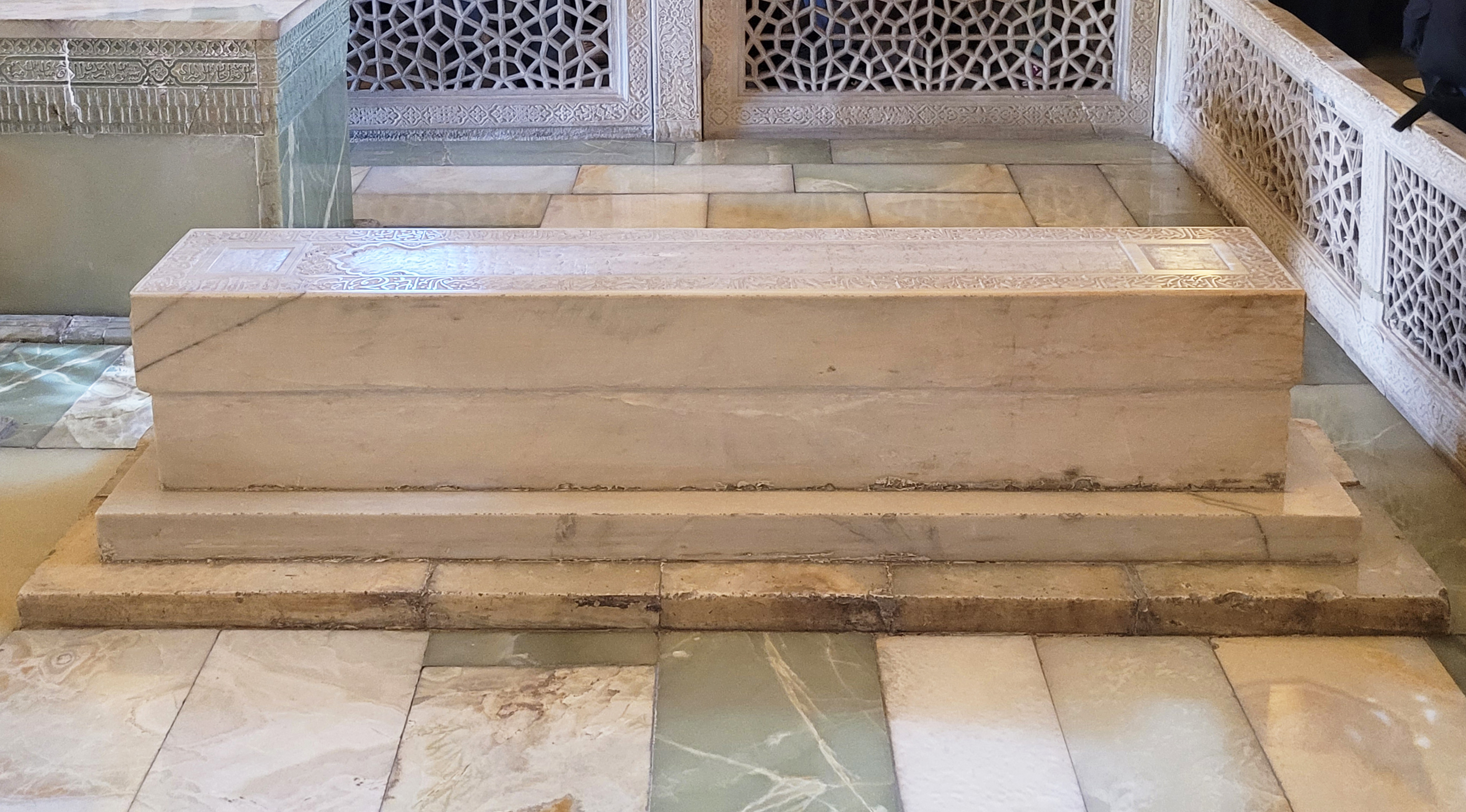
Tombe de Ulugh Beg dans le Gour Emir à Samarcande.

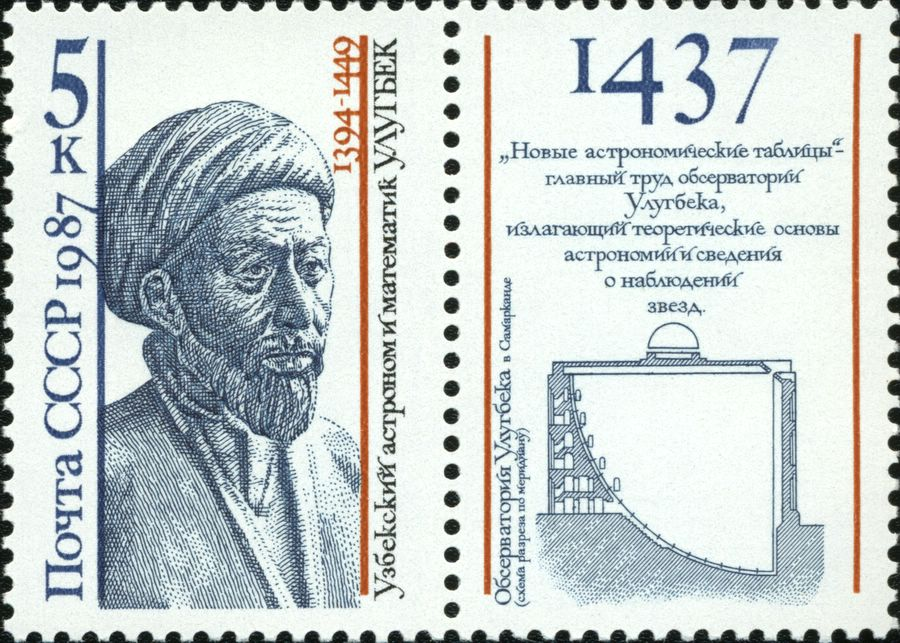
Timbre émis en Union soviétique en 1987 en l'honneur d'Ulugh Beg
(gravure d'A. Starilov).

Se sont conjugués pour rendre possible l’œuvre d'Ulugh Beg :
- les aptitudes et les goûts du prince ;
- le prestige dont jouissaient chez les siens les arts et les sciences :
  - son père est l'initiateur de la Renaissance timouride,
  - son grand-père, pourtant connu comme un conquérant sanguinaire, est un protecteur des arts et des sciences,
  - Ulugh Beg lui-même se trouve un moment à « subvenir aux besoins de dix mille étudiants dans douze institutions, cinq mille au moins d'entre eux se spécialisant en mathématiques[5] »,
  - son frère, oisif à Hérat, est un bibliophile ;
- le loisir qu'il a pu avoir de s'occuper d'autre chose que de conquêtes et de politique, cela étant dû :
  - à la longévité de son père, successeur direct de Tamerlan (il avait presque cinquante-trois ans lors de la mort de son père)[17] ;
  - aux qualités de son premier ministre, directement chargé des affaires politiques.

On peut voir l'œuvre d'Ulugh Beg à la fois comme celle d'un bâtisseur et comme celle d'un savant.

### Astronomie

#### Constructions
Ulugh Beg orne Samarcande de splendides monuments et de parcs, dont plusieurs seront décrits au XVIe siècle par son petit-neveu Babur. Ce dernier fait entre autres remarquer qu'il y a une différence très notable entre la qibla (orientation vers La Mecque) de la mosquée construite par Ulugh Beg et celle d'un collège aussi construit par lui ; Bâbur fait l'hypothèse que la qibla de la mosquée est fondée sur des observations astronomiques.
La médersa et l'observatoire sont d'un intérêt particulier pour son œuvre scientifique.

##### Médersas
Entre 1417 et 1420 il fait construire la médersa, dite aujourd'hui d'Ulugh Beg, à Samarcande ; c'était à l'époque une institution scientifique et le foyer du travail avant la construction de l'observatoire. Durant les mêmes années, il fait construire en 1420, la médersa d'Ulugh Beg à Boukhara. Enfin, il fait construire la médersa Guijdouvan en l'honneur du maître soufi du même nom en 1433, dans les environs de Boukhara.

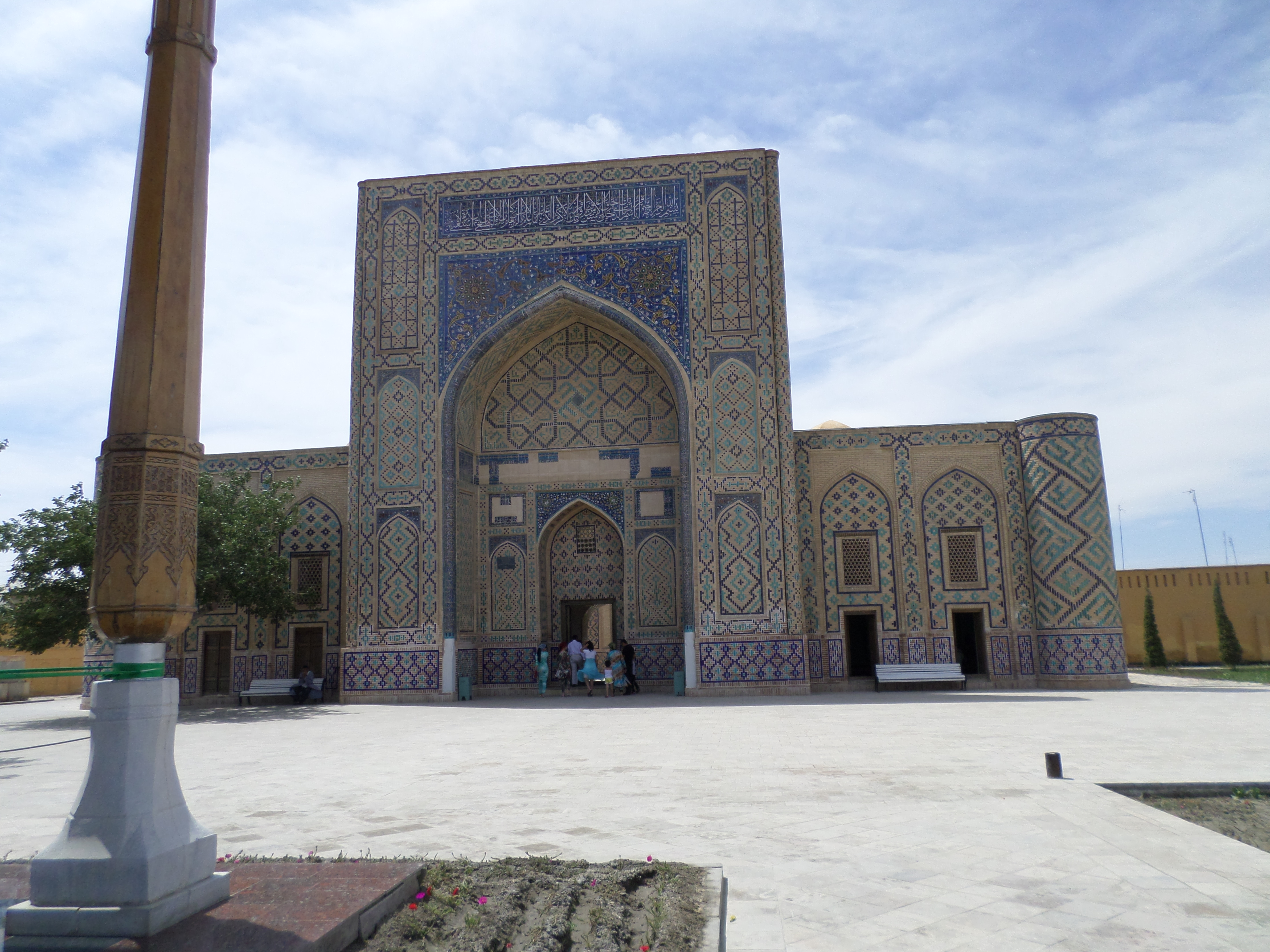
La madrasa d'Ulugh Beg à Gijduvan.

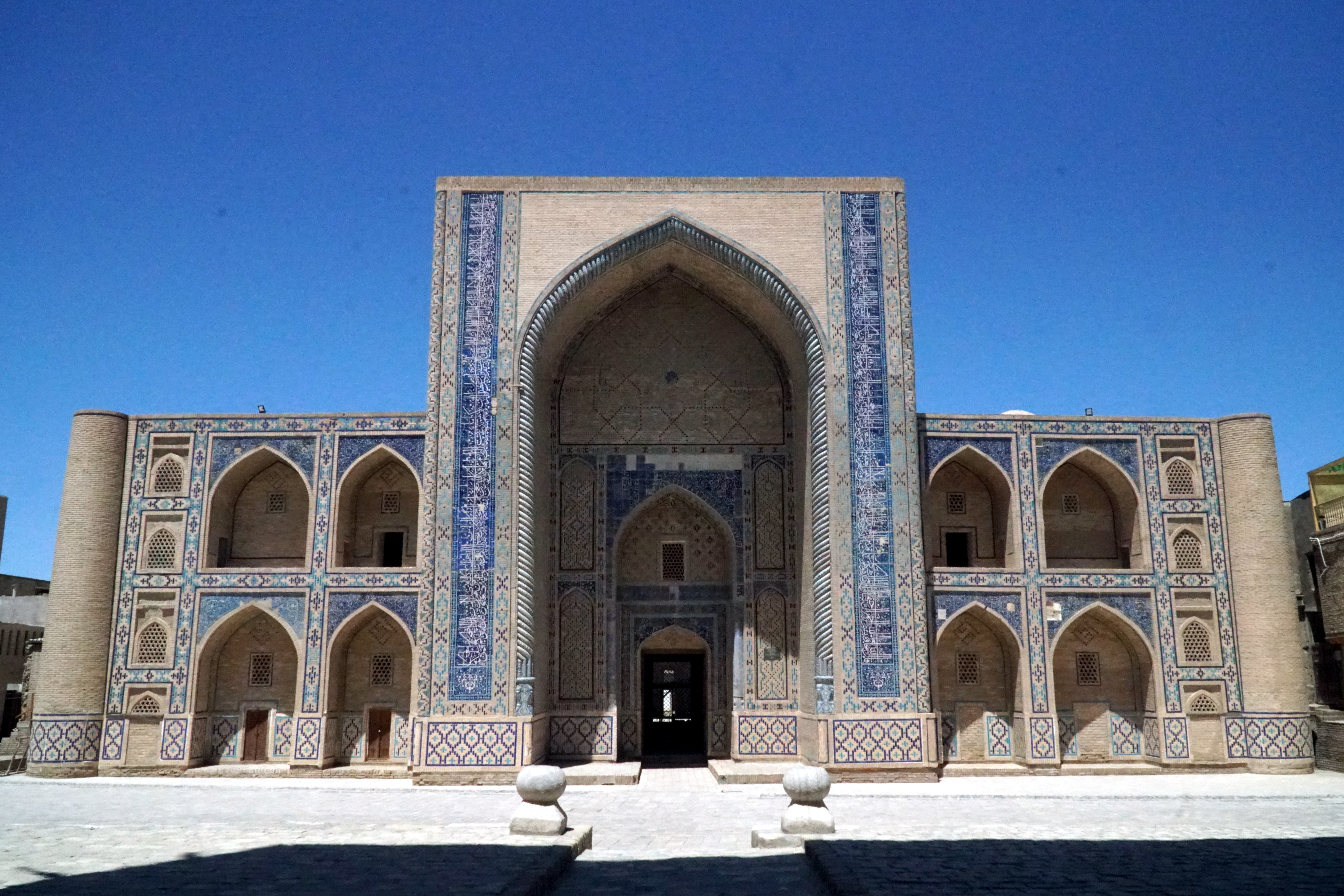
La madrasa d'Ulugh Beg à Boukhara.

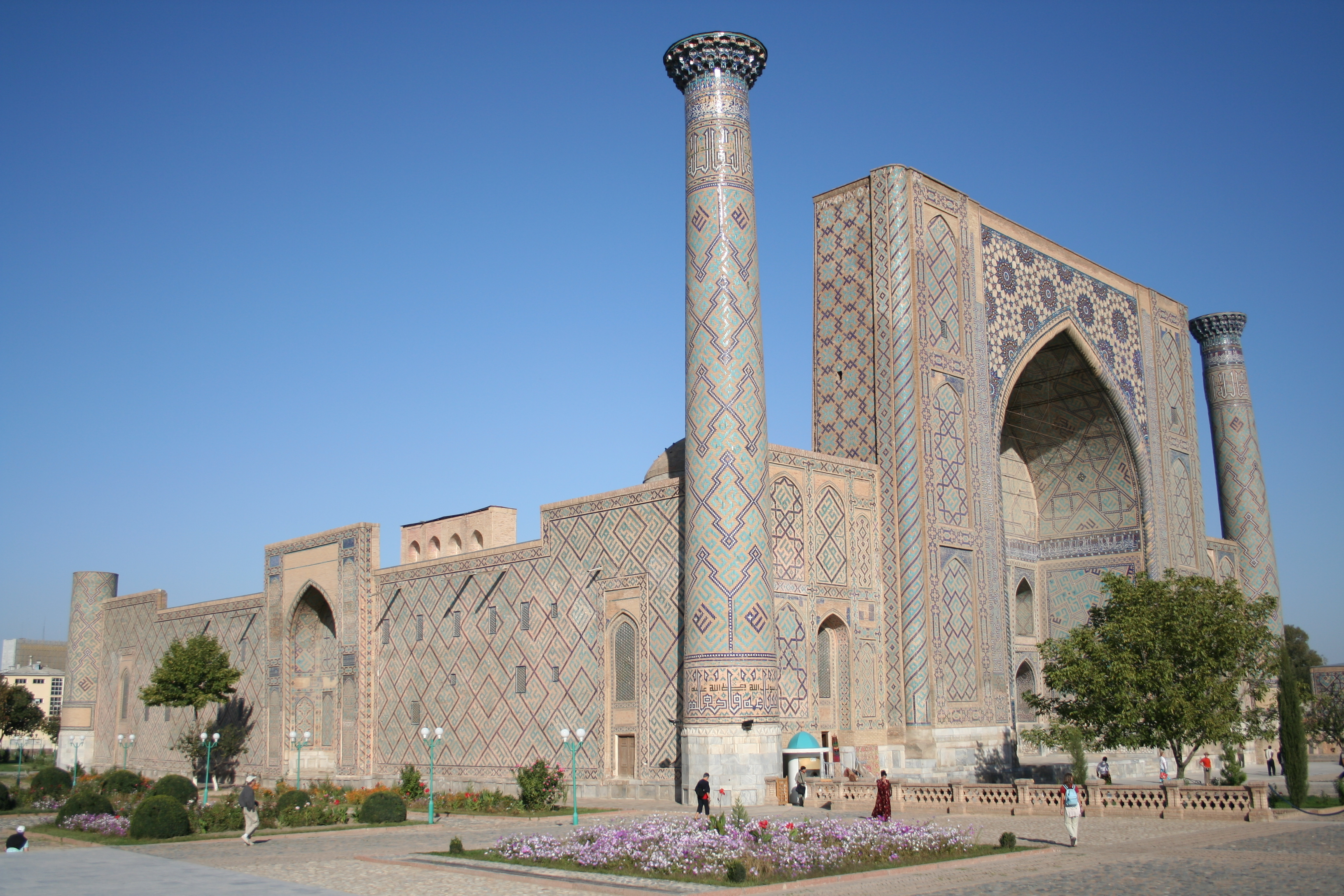
La madrasa d'Ulugh Beg à Samarkand.

##### Observatoire

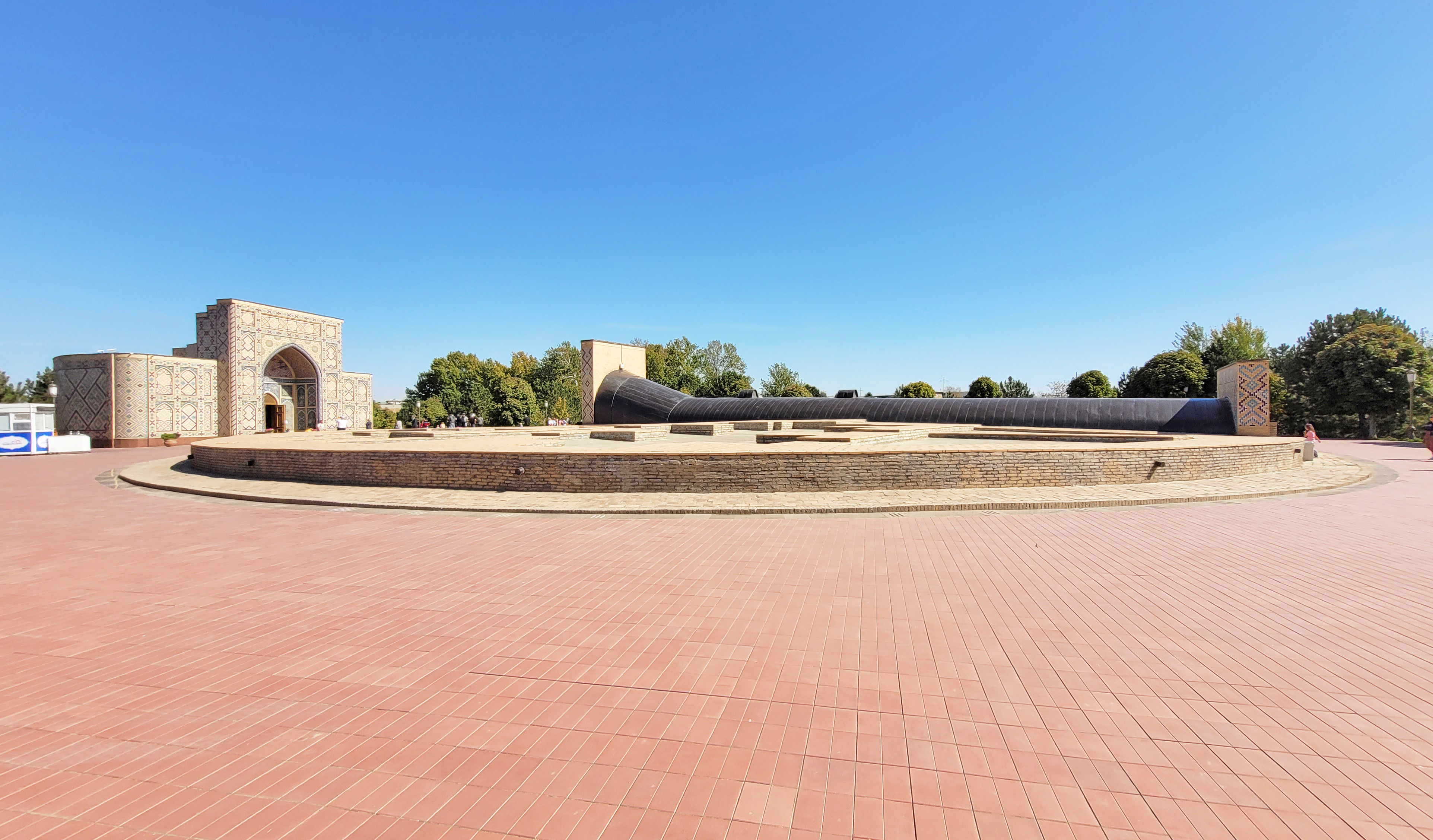
L'observatoire de Samarcande, dont il ne reste que le sextant souterrain.

Entre 1424 et 1429, il fait construire l'observatoire astronomique de Samarcande, réalisation plus remarquable encore que la médersa et pourvue d'instruments astronomiques sans équivalents jusque-là. Détruit après sa mort, il sera remis au jour en 1908 par V. L. Vyatkin, qui avait fait de cette recherche l’œuvre de sa vie. On y voit la partie souterraine d'un gigantesque sextant qui était à l'époque orienté vers le méridien du lieu.

#### Équipe et projet
Ulugh Beg rassemble autour de lui une équipe de 60 ou 70 savants.
Les membres les plus remarquables sont, outre Ulugh Beg lui-même :
- Qadi-zadeh Roumi (mort en 1436) : il a enseigné l'astronomie à Ulugh Beg, qui lui manifestera toujours le plus grand respect[21] ; il dirige l'observatoire jusqu'à sa mort ;
- Al-Kashi (mort en 1429) : attiré à Samarcande de Heirat, où il s'est rendu en raison du prestige de cette ville et enseigne au frère d'Ulugh Beg ; il joue un rôle important dans la conception de l'observatoire ; il est :
  - mathématicien ; il a démontré le théorème qui porte son nom[22] et calculé π avec une précision inégalée,
  - auteur lui-même d'un catalogue d'étoiles (les Khaqani zij),
  - inventeur d'un calculateur rendant plus faciles les interpolations linéaires[23] ;
- Ali Quchtchi (mort en 1474) : élève d'Ulugh Beg ; c'est grâce à lui qu'une copie des Tables sultaniennes atteint l'Occident[24].

Ulugh Beg est à la fois un gouverneur, un savant, et le leader d'une équipe scientifique. Il sait s'incliner devant qui a plus de connaissances que lui ; il exprime son grand respect pour Qadi-zadeh Roumi, qui lui a enseigné. Il sait accueillir avec honneur Al-Kashi et tirer parti de son génie et de ses projets. Dans une discussion, pour éliminer l'obséquiosité, il lance parfois des erreurs et fait reproche si on ne les relève pas. Comme on voit que Qadi-zadeh Roumi et Al-Kashi ont tous deux calculé avec précision le sinus de 1°, mais par des méthodes différentes, on peut supposer qu'Ulugh Beg a demandé à ses deux principaux collaborateurs de s'attaquer au même problème.
Le projet, quant à lui, est immense et radicalement nouveau. Il s'agit, dit S. Frederick Starr, de refaire à neuf la base observationnelle de l'astronomie : la tradition cède le pas à l'observation réalisable ici et maintenant,. Cela, bien entendu, est de nature à miner le statut et le prestige des représentants de la tradition.
Voici comment Ulugh Beg conçoit son rôle :
« 
Après cela est venu le plus humble des serviteurs de Dieu, celui qui sent le plus vivement combien il a besoin du secours divin qu'il implore, Oloug Beg, fils de schah Rokh fils de Timour Gourgân : que le Très-Haut le rende heureux et lui accorde une fin tranquille ! Dans la nécessité où il se trouve d'appliquer son esprit à des objets divers, désirant suffire aux nombreuses occupations dépendant de la mission qui lui est confiée de veiller aux intérêts des peuples et de préparer aux fils d'Adam des résultats avantageux, suivant l'exigence des individus ; désirant s'élever sur les ailes des hautes pensées, éviter la passion, maintenir l'intégrité de ses décisions, et réunir les mérites de la bonté et de la générosité, il a tourné les rênes de ses efforts les plus énergiques et la bride d'une assiduité rare vers la connaissance des vérités scientifiques et des subtilités philosophiques, de telle sorte qu'avec l'aide de Dieu secourable et clément, et suivant cette maxime « que celui qui cherche péniblement une chose la trouve », le pauvre auteur a su expliquer avec sécurité, en se servant de la plume de l'intelligence et de la réflexion, les obscurités de la science et surtout de la philosophie, qui n'est pas sujette à la poussière des vicissitudes des sectes, ni aux différences des langages selon les temps.
 »
— Ulugh Beg, Prolégomènes

#### Contribution
On ne peut pas considérer les Tables uniquement comme un sommet de l'astronomie dans leur propre civilisation. Transmises en Occident, traduites en latin par John Greaves, transmises à Hévélius avant leur publication et intégrées par lui dans son propre travail, elles sont une étape de la connaissance astronomique universelle.
Dans cet article, Ulugh Beg est cité dans la traduction française de Louis-Pierre-Eugène Sédillot.

### Mathématiques
Ulugh Beg était certes lui-même un mathématicien de bon niveau et un remarquable calculateur. Mais c'est à la qualité de ses tables trigonométriques qu'il doit sa place dans l'histoire des mathématiques.

### Histoire
Aldo Mieli rapporte qu'on attribue à Ulugh Beg une Histoire des quatre chefs de la maison de Gengis Khan, « qui semble perdue ».

### Hommages
- Ulugh Beigh est le nom d'un cratère lunaire.
- (2439) Ulugbek est le nom donné à un astéroïde de la ceinture principale.
- Institut de physique nucléaire d'Ulugbek